# Jonny Reinert
Jonny Heinrich Reinert (* 19. Mai 1929 in Herne; † 22. August 2004 ebenda) war ein deutscher Buddelschiffbauer und ist bis heute (Stand 2025) Rekordhalter für das größte Buddelschiff der Welt.

## Leben
Reinert wurde in Herne im Ruhrgebiet geboren und begann 1945 eine Ausbildung als Hauer auf der Zeche „Friedrich der Große“. Da ihm die Bergbauarbeit schwer gefallen sei, gab er diesen Beruf auf und siedelte ins Hamburger Rotlichtviertel über. Dort mit dem Gesetz in Konflikt geraten, verbüßte eine Strafe in der Haftanstalt Fuhlsbüttel. In jener Zeit begann er Buddelschiffe zu bauen und entwickelte als Autodidakt neue Bautechniken im Buddelschiffbau. Nach seiner Entlassung kam er mit dem Bochumer Eisenwarenhändler Helmut Landmann in Kontakt. Dieser beauftragte Reinert mit dem Bau von 100 Buddelschiffmodellen. Unter dem Titel Vom Einbaum zum Atom-U-Boot - eine Schifffahrtsgeschichte in Flaschen sollten sie den Grundstock eines neuen Museums in Neuharlingersiel bilden.

## Werk
Zwischen 1967 und 1972 war Reinerts produktivste Schaffensphase. Ab den 1960er-Jahren und bis zu seinem Tod im Jahre 2004 lebte Reinert wieder in seiner Geburtsstadt Herne, zunächst in Horsthausen, später in Herne-Mitte. Bis zu seinem Tod schuf Reinert insgesamt schätzungsweise 800 Buddelschiffe. Er baute aber auch andere Objekte wie Uhren oder Schiffe aus Knochen in Flaschen und großen Glasbehältern. Einige seiner Modelle gelangten in den Besitz von Prominenten wie Hans-Joachim Kulenkampff und europäischen Monarchen wie König Juan Carlos von Spanien.

## Weltrekord
1982 gelang es Reinert seinen ersten Weltrekord für das größte Buddelschiff der Welt bestätigt zu bekommen. Zunächst baute er nämlich ein 47 cm langes und 37 cm hohes flämisches Handelsschiff in eine 65 Liter fassende Ballonflasche mit 4 cm großen Öffnung ein. Rund 1800 Stunden Arbeitszeit flossen in dieses Modell. Drei Jahre später stellte Reinert dann wiederum seinen ersten Rekord mit dem Modell des dreimastigen Walfängers Lagoda ein. Dieses misst in der Länge 68,2 cm, rund 1500 Arbeitsstunden flossen in das Projekt. Für den immer noch aktuellen Rekord wurde von der nicht mehr existenten Firma Borkenglas im September 1984 eigens eine nach Reinerts Angaben 129 l fassende Ballonflasche mit 5 cm Öffnung angefertigt. Für ihre Produktion haben sechs Glasbläser gleichzeitig das mundgeblasene Behältnis geformt. Dieses Weltrekordschiff gelangte später in den Besitz der Sammlung Peter Weber und ist heute im Museum Windstärke 10 in Cuxhaven-Duhnen ausgestellt.